# 偏四甲苯
偏四甲苯（又称1,2,3,5-四甲基苯）是一种芳香烃，化学式为C6H2(CH3)4。它是一种无色易燃液体，几乎不溶于水，但是可以溶于有机溶剂。偏四甲苯天然存在于煤焦油中。
偏四甲苯是四甲苯的三种同分异构体之一，另外两种是連四甲苯（1,2,3,4-四甲基苯）和均四甲苯（1,2,4,5-四甲基苯）。

## 生产
偏四甲苯可由均三甲苯轉換成的2,4,6-三甲基溴苯加入金屬鎂產生其對應的格氏試劑後，經二甲硫醚作甲基化試劑得到。
工业上，偏四甲苯可以在炼油厂的重整反应中生成；还可以通过甲苯、二甲苯和三甲苯的甲基化产生。